# 安宅陽子
安宅 陽子（やすみ ようこ、1985年12月21日 - ）は日本の女優、声優。東京都出身。身長165cm。以前はアトミックモンキー、 センスアップに所属していた。現在はMALLOW st所属。

## 人物
- 名字を「やすみ」と読むことから、主にやすみん、ジャスミンと呼ばれている。
- 妹が二人、三姉妹の長女。

- 15歳の時、アーツビジョンの無料新人育成オーディション最終選考まで残るが落選。高校卒業後、アトミックモンキー声優演技養成所に通い、預かりとなる。舞台出演をきっかけに活動を舞台・映像へと広げている。

- 過去にLIVE活動を行っていたこともあり、歌も好きと公言している。

- AND ENDLESSのワークショップに参加。

- ノブナガ・ザ・フール で共演した茅原実里のLIVEにも頻繁に行っている。

## 出演

### 映画
- セカンドバージン　(2011) - 編集員 役
- アルカナ　(2013)
- 隙間女　(2013) - 若い女性(声の出演) 役
- 海街diary（2015年、東宝 / ギャガ）
- ピンクとグレー (2016年)
- アクトレス・モンタージュ　(2021) - 安居順子 役
- ブレイブ -群青戦記-　(2021) - 清瀬陽子 役
- とりつくしま　(2024) - 小林環 役

### ドラマ
- PRICELESS〜あるわけねぇだろ、んなもん!〜 (2012　フジテレビ)
- ラスト♡シンデレラ (2013 フジテレビ)
- ガリレオ（第2シーズン）　(2013 フジテレビ)
- 救命病棟24時 第5シリーズ　(2013 フジテレビ)
- CODE1515　(2020 BSフジ)
- 憑きそい　(2023 フジテレビ)
- 新空港占拠 第1話 - 第7話（2024年1月13日 - 2024年2月24日、日本テレビ）- 矢代彩奈 役

### DVD
- 検証!2ちゃんねるの呪い　(2013)

### 舞台
- AND ENDLESS DECADANCE III ハイノミドリ 作・演出：西田大輔 (2008　スペース・ゼロ) アンサンブル
- AND ENDLESS 新説・鬼娥島 作・演出：西田大輔(2008) アンサンブル
- カプセル兵団 ココロコロガシ (2009ラゾーナ川崎プラザソル) -サヤカ役(ヒロイン)
- センス・オブ・ワンダー (2012) 亜矢子役
- Re:ALICE　作・演出：西田大輔 (2012) ラス役
- ライン (2012 シアターサンモール) アンサンブル
- エル・サボタージュ 演出：西田大輔　(2013) レン役
- 大家族ゲーム (2013 千本桜ホール) 妙子役
- ノブナガ・ザ・フール 第1回公演“act.1 〜乱の胎動〜” 監修：河森正治（2013年12月、竹芝ニューピアホール) - イチヒメ(Live Act)役
- DOWNTOWN-HOTEL (2013年12月　千本桜ホール)　吉田清美　役
- ノブナガ・ザ・フール 第2回公演“act.2 〜乱の恋人〜”監修：河森正治（2014年4月、TOKYO DOME CITY HALL） - イチヒメ(Live Act) 役
- ノブナガ・ザ・フール 第3回公演“act.3 〜最後の晩餐”監修：河森正治（2014年7月、有明コロシアム） - イチヒメ(Live Act) 役
- 演劇集団アトリエッジ ちはやぶる神の国〜異聞・本能寺の変〜　(2014年10月、シアターサンモール) - お市役
- PRISM 作・演出：松崎史也（2015年2月　シアターグリーン）－イザミ役
- キタイ　作・演出：じんのひろあき（2015年4月　ザムザ阿佐ヶ谷）－伏姫役（ヒロイン）
- 劇団ホチキス｢逆鱗アンドロイド｣　作・演出:米山和仁（2015年9月　東京芸術劇場シアターウエスト）－七瀬役
- 残響のテロル　演出：奥秀太郎　（2016年3月　Zeppブルーシアター六本木）-キャスター他
- 櫻の園2　演出：じんのひろあき　（2016年5月　ザムザ阿佐ヶ谷）-澪役
- かぜのゆくえ　作・演出：キムラ真　（2016年8月　中野・ザ・ポケット）
- 娼年 原作：石田衣良　演出：三浦大輔 (作家)　（2016年8月　東京芸術劇場プレイハウス）
- Macbrth SC 演出：松崎史也 (2016年9月、ラゾーナ川崎プラザソル)-魔女1役
- HAMLET SC　演出：松崎史也 (2018年10月、ラゾーナ川崎プラザソル)-ガートルード役
- 民衆の敵 演出：ジョナサン・マンビィ（2018年11月.12月　Bunkamuraシアターコクーン　森ノ宮ピロティホール）
- 劇団時間制作｢吸って吐く｣ 作･演出 谷碧仁 (2019年4･5月 大塚萬劇場)－前田友恵役
- PARCOプロデュース セールスマンの死  演出 ショーン・ホームズ (2022年4･5月 PARCO劇場)－レッタ役

### 声優
- ドラマCD 新説・源氏物語　女房役
- でんぢゃらすじーさんと1000人のお友だち邪
- 喋る!海賊ファンタジア
- Yahoo!モバゲーアイコレ　野原紫役

### ラジオ
- ラジオ！転寝日和Neo　ゲスト
- 石田燿子のHYPER ANISON WEB♪　ゲスト
- エフエム甲府アザブスミスと俺たちがんばる!　ゲスト

### モデル
- CAPRICEキラキラ就活生
- ダ・ヴィンチ電子ナビ　読みたガール
- 富士ヨットTioTio学生服